# إليزابيث هاولي
إليزابيث هاولي (بالإنجليزية: Elizabeth Hawley)‏ هي صحفية وكاتِبة أمريكية، ولدت في 9 نوفمبر 1923 في شيكاغو في الولايات المتحدة، وتوفيت في 26 يناير 2018 في كاتماندو في نيبال.

## وصلات خارجية
- إليزابيث هاولي على موقع IMDb (الإنجليزية)
- إليزابيث هاولي على موقع الموسوعة البريطانية (الإنجليزية)